# Jacobi Boykins
Jacobi Boykins (St. Petersburg, Florida, 11 de febrero de 1995) es un jugador de baloncesto estadounidense que pertenece a las filas de los Titanes del Distrito Nacional de la Liga Nacional de Baloncesto de la República Dominicana. Mide 1,98 metros de altura y ocupa la posición de escolta.

## Biografía
Se formó como jugador en la Universidad Tecnológica de Luisiana donde jugó durante cuatro temporadas la NCAA con los Louisiana Tech Bulldogs. Tras no ser drafteado en 2018, Boykins firmó con Orlando Magic y promedió ocho puntos y dos rebotes en dos partidos disputados en la NBA Summer League. 
El 6 de enero de 2019, firmó con los Rio Grande Valley Vipers de la NBA G League. En su temporada de novato, Boykins promedió 19.7 puntos y 6.1 rebotes por juego. El 31 de diciembre de 2019, Boykins igualó su récord personal con 29 puntos, incluidos siete triples, frente a Memphis Hustle. 
En su segunda temporada con los Vipers, Boykins promedió 13,7 puntos, 3,1 rebotes y 1,3 asistencias en 26,1 minutos por partido. 
El 27 de febrero de 2020, Boykins fue adquirido por Sioux Falls Skyforce en la segunda ronda del Draft de la NBA G League 2020 a cambio de los derechos de Jarnell Stokes. 
El 5 de agosto de 2020, Boykins fichó por el equipo croata del KK Zadar, pero se fue un mes y medio después sin llegar a jugar ningún partido oficial. 
El 13 de octubre de 2020, fichó por Panteras de Aguascalientes de la Liga Nacional de Baloncesto Profesional de México.
El 20 de julio de 2021, firmó con Spójnia Stargard de la Polska Liga Koszykówki. 
El 20 de octubre de 2021, firmó con Asseco Prokom Gdynia del Polska Liga Koszykówki.
El 25 de enero de 2025 fue contratado por el Tadamon Zouk de la Liga Libanesa de Baloncesto.